# Luigi Acconci
Luigi Acconci (Vicopisano, 19 marzo 1851 – Vicopisano, 2 novembre 1900) è stato un medico italiano, pioniere della chirurgia.

## Biografia
Nacque e morì a Cucigliana, una frazione di Vicopisano. Studiò dapprima scienze naturali e fu per molti anni assistente di zoologia e di anatomia comparata all'università di Torino. Nel 1884 si laureò anche in medicina all'università di Torino e divenne allievo di Domenico Tibone, direttore della clinica ginecologica di Torino. Dopo aver conseguito la libera docenza nel 1889, venne nominato direttore della clinica ostetrica all'università di Padova (1892), poi a Firenze (1893), e nel 1894 fu nominato ordinario all'università di Genova.
Luigi Acconci scrisse lavori importanti sulla fisiologia e la patologia dell'apparato genitale femminile (sul tessuto elastico dell'utero, sulla malattia infiammatoria pelvica tubercolare, ecc.). È ricordato ancora per essere stato il primo chirurgo ad aver eseguito il taglio cesareo vaginale precedendo Alfred Dührssen (1862–1933) che pure l'aveva proposto; il taglio venne eseguito il 4 luglio 1895 in una donna incinta di sette mesi con un carcinoma del collo uterino.

## Scritti (selezione)
- Modificazione al cranioclaste del Braun, Torino : Tipografia Roux, 1888
- Della disposizione delle fibre elastiche nell'utero gravido, Torino 1889;
- Contributo allo studio dell'anatomia e fisiologia dell'utero gestante e partoriente, Torino 1890;
- Dei cistomi ovarici in rapporto colle funzioni generative, Milano : Tip. Fratelli Rechiedei, 1889
- Sulla contrazione e sull'inerzia dell'utero: studi sperimentali e clinici, Torino : Stamperia dell'Unione tip. editrice, 1891
- Della ovarite tubercolare, Milano 1893
- Il taglio cesareo vaginale, Roma : Tip. dell'Unione coop. edit., 1898
- Trattamento chirurgico delle suppurazioni pelviche, Roma : Tip. dell'Unione cooperativa editrice, 1897